# デビー (ホッキョクグマ)
デビー（Debby、1966年 – 2008年11月17日）は、カナダの動物園で飼育されていたメスのホッキョクグマである。デビーは、飼育下におけるホッキョクグマの長寿記録を持っていたことで知られていた。

## 生涯
1966年にソビエト連邦（当時）の北極圏地域で生まれたが、すぐに親とはぐれてしまった。その後保護され、1歳のときにカナダのウィニペグにあるアシニボインパーク動物園（en:Assiniboine Park Zoo）に迎えられた。デビーはアシニボインパーク動物園の人気者となり、多くの来園者に愛されていた。
2008年8月には、ギネスブックが「世界最長寿のホッキョクグマであり、クマ類の中でも今までの長寿記録のベスト3に入る個体」と認定している。野生でのホッキョクグマの寿命は、20年から25年とされている。飼育下においては30歳代前半まで生存する個体も稀ではないが、デビーはその中でも一番の長寿記録を持っていた。
しかし、同年11月に体調を崩し、多臓器不全と診断されて17日に安楽死の措置が執られた。アシニボインパーク動物園は、デビーの死に対して哀悼のコメントを発表した。
なお、デビーはその生涯中に6頭の子を「スキッパー」（Skipper、1999年に34歳で死亡）との間に儲けている。そのうち「ポール」（1974年12月生）は1975年に京都市動物園に迎えられ、2009年5月22日まで生存していた。